# Straža (Kačanik)
Pour les articles homonymes, voir Straža.
Strazhë en albanais et Straža en serbe latin (en serbe cyrillique : Стража) est une localité du Kosovo située dans la commune/municipalité de Kaçanik/Kačanik, district de Ferizaj/Uroševac (Kosovo) ou district de Kosovo (Serbie). Selon le recensement kosovar de 2011, elle compte 258 habitants, tous albanais.

## Histoire
Dans le village, la mosquée de Gurëzi est proposée pour une inscription sur la liste des monuments culturels du Kosovo.

## Démographie

### Évolution historique de la population dans la localité
| 1948 | 1953 | 1961 | 1971 | 1981 | 1991 | 2011 |
| ---- | ---- | ---- | ---- | ---- | ---- | ---- |
| 232  | 248  | 256  | 243  | 274  | 308  | 258  |

|  |